# 陈受颐 (历史学家)
陈受颐（1899年—1978年) 是一位美国华人历史学家。

## 生平
1899年出生于广东番禺，1913年考入岭南大学附属中学，1920年获得岭南大学学士学位，之后毕业留校担任讲师，1924年赴美留学，1929年获得芝加哥大学比较文学博士学位。1931年至1936年担任北京大学历史系主任，1936年利用公休假前往波莫纳学院担任客座教授半年，后又漢庭頓圖書館和国会图书馆 (美国)研究半年，回程时碰上七七事变爆发，于是改为夏威夷大学马诺阿分校任教，1941年因妻子李瓌才身体缘故返回美国，在波莫纳学院担任教授。1947年短暂回国访学，在北京大学期间还调解过梁宗岱离婚案。1967年退休后仍坚持到办公室做研究，1978年因病去世。家属将他的藏书和书信全部捐赠给校图书馆。